# Beroepskracht-kindratio
De beroepskracht-kindratio (ook wel leidster-kindratio of medewerker-kindratio genoemd) is vastgelegd in het Besluit kwaliteit kinderopvang en regelt de maximale groepsgrootte in de kinderopvang in relatie tot het aantal aanwezige pedagogisch medewerkers.

## Uitgangsregels
Artikel 7. Aantal beroepskrachten van het Besluit kwaliteit kinderopvang
Een groep met kinderen onder de 4 jaar mag nooit groter zijn dan 16 kinderen. Een horizontale babygroep (kinderen tot 1 jaar) mag nooit groter zijn dan 12 kinderen en op een verticale groep mogen nooit meer dan 8 kinderen tot 1 jaar aanwezig zijn. Verder gelden op de groepen de volgende verhoudingen tussen pedagogisch medewerkers en kinderen:
- per pedagogisch medewerker mogen 3 kinderen in de leeftijd 0 tot 1 jaar aanwezig zijn
- per pedagogisch medewerker mogen 5 kinderen in de leeftijd 1 tot 2 jaar aanwezig zijn
- per pedagogisch medewerker mogen 6 kinderen in de leeftijd 2 tot 3 jaar aanwezig zijn
- per pedagogisch medewerker mogen 8 kinderen in de leeftijd 3 tot 4 jaar aanwezig zijn

Op BSO-groepen mogen per pedagogisch medewerker 10 kinderen aanwezig zijn in de leeftijd 4 tot 12 jaar. Sinds 1 juli 2024 wordt deze verhouding berekend op het niveau van het kindercentrum en niet meer op groepsniveau. 

### Berekening
Voor het berekenen van verticale groepen bestonden voor 2012 verschillende manieren van afronden. Daarom is de berekening het Convenant Kwaliteit Kinderopvang, die verschillende interpretaties kende, vervangen door Regeling kwaliteit kinderopvang en peuterspeelzalen 2012. Hierin is een bijlage opgenomen waarin voor alle geldige combinaties is vermeld hoeveel pedagogisch medewerkers aanwezig moeten zijn. Deze regeling is inmiddels vervangen door het Besluit kwaliteit kinderopvang. Er wordt verwezen naar een rekentool. De berekening (afronding) van deze tool is bindend. Hiermee wordt beoogd dat discussies tussen de GGD-inspecteurs en kinderdagverblijven over de berekening of afronding tot het verleden behoren.

## Onderbezetting en drie-uursregeling
Wanneer er op enig moment onvoldoende medewerkers of te veel kinderen aanwezig zijn, is er sprake van een onderbezetting. Om toch ruimte te laten voor een efficiënte bedrijfsvoering is de drie-uursregeling opgenomen in het Besluit: 
Artikel 7 lid 4: Indien bij dagopvang per dag ten minste tien aaneengesloten uren opvang wordt geboden, kunnen, in afwijking van het tweede lid, met inachtneming van artikel 3, derde lid, onder a, en vierde lid, voor ten hoogste drie uren per dag minder beroepskrachten worden ingezet, met dien verstande dat gedurende de uren dat minder beroepskrachten worden ingezet ten minste de helft van het aantal beroepskrachten, vereist op grond van het tweede lid, wordt ingezet. De in de eerste zin bedoelde afwijkende inzet kan op de dagen van de week verschillen, zij het dat de afwijkende inzet niet per week verschilt.

## Vierogenprincipe
Als een pedagogisch medewerker alleen werkt op een kinderdagverblijf moet daar altijd ten minste één andere volwassene aanwezig zijn. Dit is geregeld in lid 6 van artikel 7 van het Besluit. Voor de BSO geldt deze regeling niet.

## Controle
Kinderdagverblijven zijn verplicht de gemeentelijke gezondheidsdienst (GGD) inzicht in de historie te kunnen verschaffen over de bezettingen van alle groepen. Daarmee kan worden aangetoond of de beroepskracht-kindratio's al dan niet voldeden op verschillende tijdstippen in het verleden.